# Villa De Varens

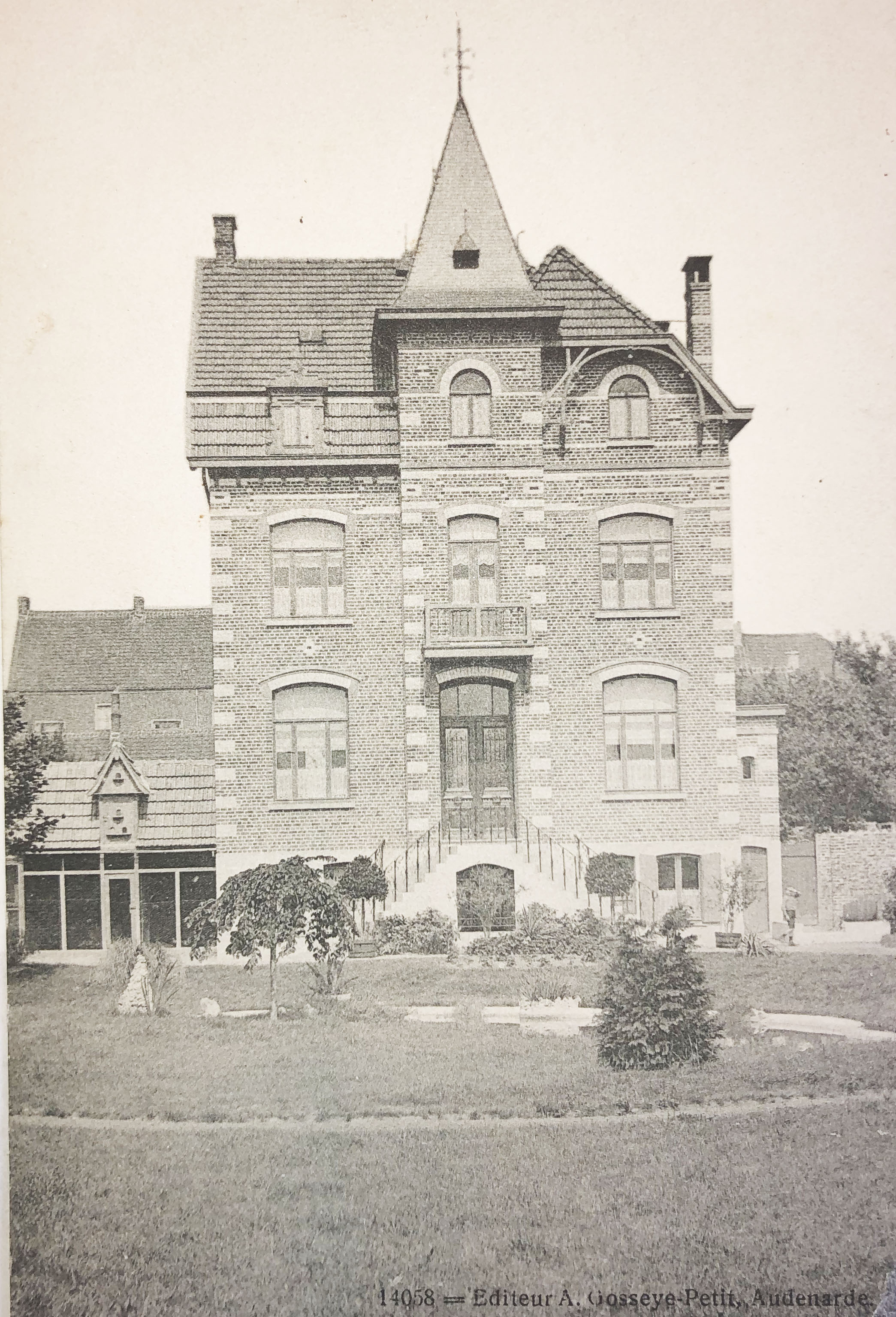
Villa De Varens Oudenaarde

Villa De Varens is een villa uit circa 1900 met links een circa 1910 aangebouwde conciërgewoning palend aan de Leenvoetweg in Oudenaarde in de Belgische provincie Oost-Vlaanderen. Het gebouw heeft een grote achterliggende tuin met paviljoen en paardenstallen. Ook is er een lange oprit afgezoomd met varens.